# Fermanagh and Omagh
Fermanagh and Omagh (Iers: Comhairle Ceantair Fhear Manach agus na hÓmaí) is een district (ONS-code N09000006) in Noord-Ierland. De Erne stroomt door het district, waarbinnen eveneens het Upper Lough Erne en Lower Lough Erne gelegen zijn. Fermanagh and Omagh telt 116.000 inwoners. De oppervlakte bedraagt 2864 km², de bevolkingsdichtheid is dus 41 inwoners per km². Van de bevolking is 33% protestant en 64% katholiek.
Fermanagh and Omagh ontstond op 1 april 2015 na het Local Government Reform Programme, de herindeling van 26 naar 11 districten in Noord-Ierland. Fermanagh and Omagh kwam tot stand door de samenvoeging van de voormalige districten Fermanagh en Omagh. Voor 2015 was Fermanagh het grootste van de Noord-Ierse districten, na 2015 werd Fermanagh and Omagh het grootste district, en het minst bevolkte district, met uiteraard ook de laagste bevolkingsdichtheid. Het district bestrijkt het volledige zuidwesten van Noord-Ierland.
De lokale autoriteit is de Fermanagh and Omagh District Council, die de Fermanagh District Council en de Omagh District Council vervangt. De vergaderingen van de raad zijn afwisselend in Enniskillen en Omagh. Ook de administratie van het district is verspreid over beide locaties. In vergelijking met de oude graafschappen beslaat het district het hele County of Fermanagh en een gedeelte van het County of Tyrone.
Het district wordt bestuurd door 40 raadsleden die verkozen werden in zeven aparte District Electoral Areas (DEAs) die ze als districtsraadslid vertegenwoordigen. Elke DEA leverde zes of vijf vertegenwoordigers. Deze zeven DEAs zijn: Enniskillen, Erne East, Erne North, Erne West, Mid Tyrone, Omagh en West Tyrone. De eerste verkiezingen vonden plaats in mei 2014. Het eerste jaar trad de districtsraad op als een soort schaduwraad naast de districtsraden van de oude districten die tot eind maart 2015 in functie bleven.

## Zetelverdeling
De verkozenen na de verkiezing van 22 mei 2014 waren effectief in functie van 2015 tot 2019. Verkiezingen zijn vierjaarlijks.
De zetelverdeling in de districtsraad bleek door de keuzes van de raadsleden eerder volatiel.
| Partij                             | Verkozen 2014 | Evolutie 2017 | Verkozen 2019 |
| ---------------------------------- | ------------- | ------------- | ------------- |
| Sinn Féin                          | 17            | 16            |               |
| Ulster Unionist Party              | 9             | 8             |               |
| Social Democratic and Labour Party | 8             | 6             |               |
| Democratic Unionist Party          | 5             | 6             |               |
| Onafhankelijken                    | 1             | 4             |               |

Situatie op 26 november 2017.
Antrim and Newtownabbey · Ards and North Down · Armagh City, Banbridge and Craigavon · Belfast · Causeway Coast and Glens · Derry City and Strabane · Fermanagh and Omagh · Lisburn and Castlereagh · Mid and East Antrim · Mid Ulster · Newry, Mourne and Down